# Дёрплинг
Дёрплинг (нем. Dörpling) — община в Германии, в земле Шлезвиг-Гольштейн. 
Входит в состав района Дитмаршен. Подчиняется управлению КЛьГ Теллингштедт.  Население составляет 635 человек (на 31 декабря 2010 года). Занимает площадь 7,82 км².